# Rêves et Cauchemars (nouvelles)
Pour les articles homonymes, voir Rêves et Cauchemars.
Rêves et Cauchemars (titre original : Nightmares & Dreamscapes) est un recueil de nouvelles d'horreur écrites par Stephen King et publié en 1993. La plupart des vingt-deux nouvelles qui le composent ont déjà été publiées auparavant dans divers magazines ou anthologies, certaines datant même du début des années 1970 (Laissez venir à moi les petits enfants, Ça vous pousse dessus et Le Cinquième Quart). Cinq sont inédites : Désolé, bon numéro, La Tribu des dix plombes, La Maison de Maple Street, La Dernière Affaire d'Umney et Le Mendiant et le Diamant. La version originale du recueil compte un court essai (Head Down) ainsi qu'un poème (Brooklyn August) mais ces deux textes traitant du baseball, sport très peu connu en France, ont été supprimés pour la version française.

## Contenu
- La Cadillac de Dolan, 1994 ((en) Dolan's Cadillac, 1993)Comme l'auteur l'explique dans les notes, il s'agit ici d'une version révisée par rapport à l'édition limitée de 1989
- Le Grand Bazar : Finale, 1994 ((en) The End of the Whole Mess, 1986)
- Laissez venir à moi les petits enfants, 1991 ((en) Suffer the Little Children, 1972)
- Le Rapace nocturne, 1990 ((en) The Night Flier, 1988)
- Popsy, 1992 ((en) Popsy, 1987)
- Ça vous pousse dessus, 1994 ((en) It Grows on You, 1973)
- Le Dentier claqueur, 1994 ((en) Chattery Teeth, 1992)
- Dédicaces, 1994 ((en) Dedication, 1988)
- Le Doigt télescopique, 1994 ((en) The Moving Finger, 1990)
- Pompes de basket, 1994 ((en) Sneakers, 1988)
- Un groupe d'enfer, 1994 ((en) You Know They Got a Hell of a Band, 1992)
- Accouchement à domicile, 1994 ((en) Home Delivery, 1989)
- La Saison des pluies, 1994 ((en) Rainy Season, 1989)
- Mon joli poney, 1994 ((en) My Pretty Pony, 1988)
- Désolé, bon numéro, 1994 ((en) Sorry, Right Number, 1993)Scénario
- La Tribu des dix plombes, 1994 ((en) The Ten O’Clock People, 1993)
- Crouch End, 1991 ((en) Crouch End, 1980)
- La Maison de Maple Street, 1994 ((en) The House on Maple Street, 1993)
- Le Cinquième Quart, 1994 ((en) The Fifth Quarter, 1972)
- Le docteur résout l'énigme, 1994 ((en) The Doctor’s Case, 1987)
- La Dernière Affaire d'Umney, 1994 ((en) Umney’s Last Case, 1993)
- Le Mendiant et le Diamant, 1994 ((en) The Beggar and the Diamond, 1993)

## Résumés

### La Cadillac de Dolan
L'épouse de Robinson a été assassinée afin qu'elle ne témoigne pas contre Dolan, un gros bonnet de la pègre de Las Vegas. Sept ans plus tard, Robinson prépare sa vengeance. Il met au point un piège élaboré sur la route que Dolan emprunte régulièrement au volant de sa Cadillac. Cette nouvelle est un hommage à La Barrique d'amontillado d'Edgar Poe.

### Le Grand Bazar: Finale
Le journal d'Howard Fornoy nous conte la vie de son frère Bobby. Celui-ci, un génie scientifique, a trouvé dans l'eau d'une petite ville du Texas un composé qui annihile le comportement agressif. Il en fabrique plusieurs milliers de litres de concentré qu'il déverse dans un volcan sur le point d'exploser. Peu après, le problème de la violence est résolu au niveau mondial mais Bobby n'avait pas prévu que sa découverte aurait un effet secondaire : elle rend complètement stupide.

### Laissez venir à moi les petits enfants
Miss Sidley, une institutrice, remarque que des enfants de sa classe ont un comportement étrange. Elle soupçonne qu'ils ne sont plus humains, ce que lui confirme un garçon de sa classe, et, au bord de la dépression, se décide à prendre des mesures radicales.

### Le Rapace nocturne
Richard Dees, journaliste pour une revue à scandales, est sur la piste du « rapace nocturne », un meurtrier qui voyage à bord d'un petit avion de tourisme et vide ses victimes de leur sang dans de petits aéroports de campagne. Son enquête le rapproche de jour en jour de ce prétendu vampire.

### Popsy
Sheridan enlève des enfants dans le but de rembourser ses énormes dettes de jeu. Sa nouvelle victime est un enfant qui cherchait son « Popsy » et qu'il attache dans sa camionnette. Mais l'enfant a une force étonnante pour son âge et prétend que son « Popsy » va les retrouver.

### Ça vous pousse dessus
À Castle Rock, des vieux parlent de tout et de rien mais surtout de la Maison Newall, une bâtisse qui s'agrandit au fil des années alors que des évènements bizarres se produisent dans ses alentours. Cette histoire fournit un épilogue au roman Bazaar.

### Le Dentier claqueur
Bill Hogan, représentant de commerce, remarque un énorme modèle de « dentier claqueur » (un jouet) dans une épicerie dont le tenancier finit par lui faire cadeau, prétextant qu'il ne fonctionne plus. Reprenant la route, il prend un auto-stoppeur qui essaie de le tuer. C'est alors que le dentier claqueur s'anime.

### Dédicaces
Une femme de ménage d'hôtel, dont le fils vient de publier son premier roman, raconte à une amie l'étrange histoire des origines de son enfant et de son père naturel, un écrivain talentueux mais au caractère imbuvable.

### Le Doigt télescopique
La lutte d'un homme contre un doigt aux proportions démesurées qui sort des trous d'évacuation de sa salle de bains.

### Pompes de basket
John Tell remarque à plusieurs reprises la présence d'une paire de baskets dans les toilettes du studio d'enregistrement où il travaille. Il finit par apprendre l'histoire de ces chaussures fantômes et de l'homme à qui elles appartenaient.

### Un groupe d'enfer
Les époux Willingham se perdent sur une route déserte de l'Oregon mais finissent par arriver dans une petite ville nommée Rock'n Roll Heaven. Bien vite, ils remarquent que des habitants de la ville sont les sosies de stars du rock décédées… à moins que ce ne soient vraiment elles ?

### Accouchement à domicile
Sur la petite île de Little Tall, au large du Maine, une jeune veuve se prépare à accoucher alors que les zombies ont envahi la Terre et que la civilisation est sur le point de succomber.

### La Saison des pluies
Un jeune couple en vacances loue une maison dans le Maine, ignorant tout d'un rituel local garantissant la prospérité à la ville : tous les sept ans, un couple d'étrangers doit être sacrifié pour la saison des pluies qui se manifeste sous la forme d'une pluie de crapauds gros comme des ballons de football et possédant des dents pointues.

### Mon joli poney
Sentant sa mort approcher, un vieil homme donne sa montre à son petit-fils et lui livre ses pensées personnelles sur la nature du temps.

### Désolé, bon numéro
Katie reçoit un mystérieux et inquiétant appel dont elle n'arrive pas à trouver la provenance. Plus tard dans la nuit, elle trouve son mari décédé d'une crise cardiaque. Cinq ans plus tard, Katie compose accidentellement son ancien numéro.

### La Tribu des dix plombes
La « tribu des dix plombes » est le nom donné à une certaine catégorie de personnes constituée d'anciens gros fumeurs qui ont totalement arrêté à un moment avant de reprendre mais à un rythme plus modéré. Eux seuls peuvent voir le vrai visage de monstres passant pour humains et se positionnant peu à peu dans les postes de pouvoir de la société. Le groupe organise la résistance contre ces créatures.

### Crouch End
À Londres, dans le quartier de Crouch End, deux policiers discutent du cas de l'étrange disparition d'un touriste américain. Cette nouvelle est un hommage au Mythe de Cthulhu.

### La Maison de Maple Street
Les quatre enfants Bradbury découvrent que des structures métalliques envahissent la maison où ils habitent ainsi que la présence d'un compte-à-rebours dans la cave. Ils voient là l'occasion de se débarrasser de leur tyrannique beau-père.

### Le Cinquième Quart
Jerry Tarkanian est résolu à venger son ami Barney qui a été victime des trois complices avec qui il avait réalisé un gros hold-up. Les quatre hommes avaient alors confié à un autre le soin d'enterrer le magot et s'étaient vu chacun attribuer un morceau de la carte permettant de le retrouver.

### Le docteur résout l'énigme
Le docteur Watson, fidèle assistant de Sherlock Holmes, raconte la seule enquête qu'il a résolu avant le célèbre détective.

### La Dernière Affaire d'Umney
Umney, un détective privé de Los Angeles dans les années 1930, découvre que sa vie quotidienne est en train de partir en lambeaux. Il reçoit alors la visite d'un client qui s'avère être l'écrivain qui l'a créé et qui souhaite échanger sa place avec lui.

### Le Mendiant et le Diamant
Parabole tirée d'un conte indien sur les petits bonheurs quotidiens que l'on ignore.

## Accueil et distinctions
Le recueil est resté 18 semaines, avec un meilleur classement à la deuxième place, sur la New York Times Best Seller list, y apparaissant le 17 octobre 1993. Le Publishers Weekly le classe à la cinquième place des meilleures ventes de livres de fiction aux États-Unis en 1993.
En 1994, Rêves et Cauchemars a été nommé au prix Locus du meilleur recueil de nouvelles, terminant à la sixième place, et au prix Bram Stoker du meilleur recueil de nouvelles. La Tribu des dix plombes a été nommé la même année au prix Locus du meilleur roman court, terminant à la huitième place. En 1989, Le Rapace nocturne a été nommé au prix Bram Stoker de la meilleure nouvelle longue. En 1987, Le Grand Bazar : Finale a été nommé au prix World Fantasy de la meilleure nouvelle. Et en 1981, Crouch End a été nommé au prix British Fantasy dans la catégorie de la meilleure nouvelle.

## Adaptations
- Désolé, bon numéro était à l'origine un scénario écrit par Stephen King pour un épisode des Contes de la nuit datant de 1987.
- Le Doigt télescopique a fait l'objet d'un épisode de la série Monsters en 1992.
- Le Rapace nocturne a été adapté au cinéma en 1997 avec Miguel Ferrer dans le rôle principal (titre français : Les Ailes de la nuit).
- Le Dentier claqueur est l'une des deux histoires du film à sketches Quicksilver Highway de Mick Garris (1998).
- La Dernière Affaire d'Umney, Crouch End, Le Grand Bazar : Finale, Le Cinquième Quart et Un groupe d'enfer ont tous fait l'objet d'un épisode de la série Rêves et Cauchemars en 2006.
- La Cadillac de Dolan a été adapté au cinéma en 2009 avec Christian Slater dans le rôle-titre (titre français : La Cadillac de Dolan).
- Le docteur résout l'énigme est adapté au cinéma en 2018, avec un budget très modeste, par les réalisateurs canadiens James Douglas et Leonard Pearl.